# 253-й стрелковый полк

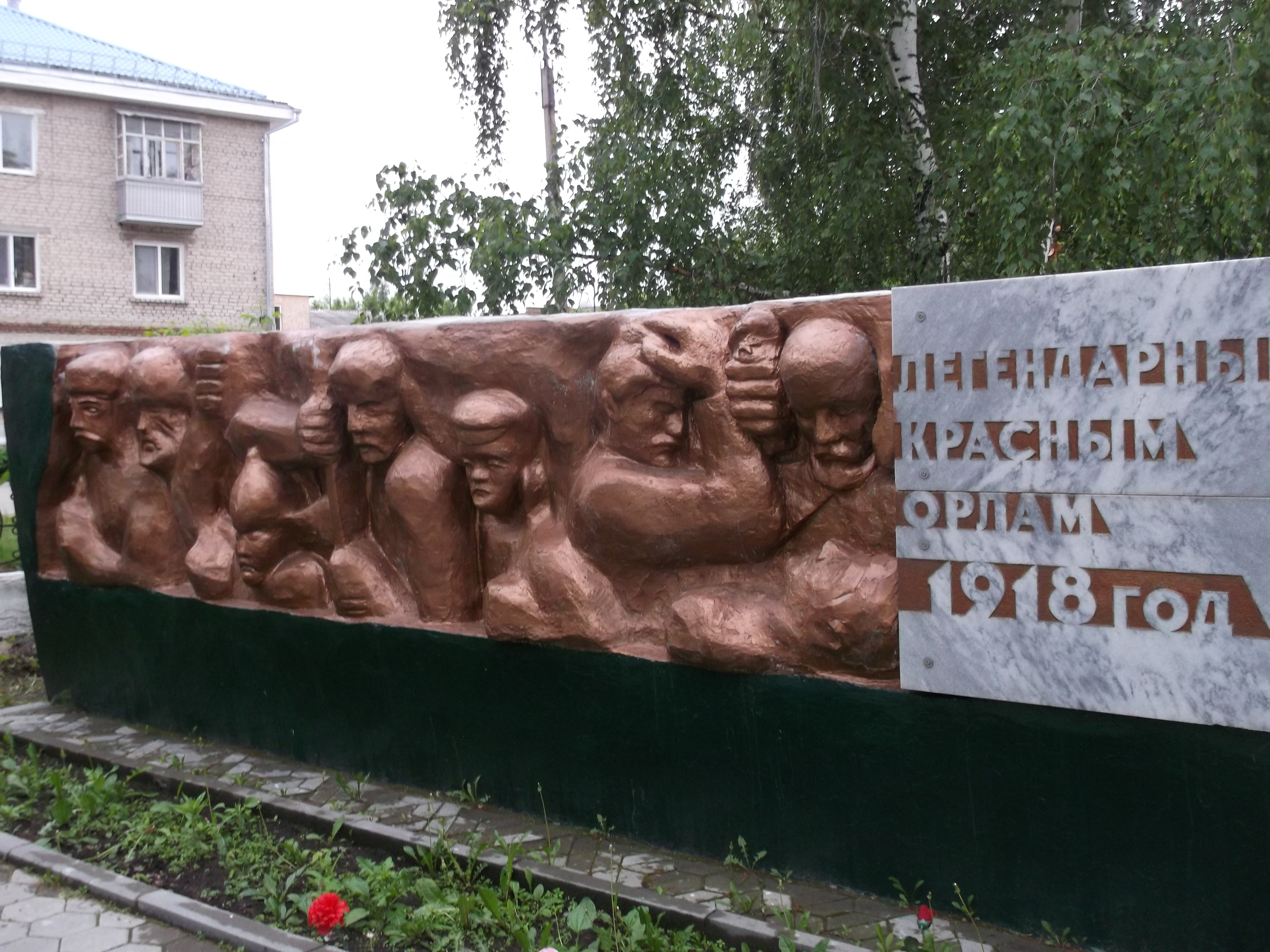
Мемориал «Аллея Славы», г. Катайск.

Добровольческий 1-й Крестьянский коммунистический стрелковый полк «Красные орлы», с 27 октября 1918 года — 253-й стрелковый полк Красных орлов, входил в состав 29-й стрелковой дивизии.

## Боевые действия на Урале
После Февральской революции большевики на местах стали формировать вооруженные отряды Красной гвардии. В Каменском заводе Камышловского уезда Пермской губернии (ныне город Каменск-Уральский Свердловской области) была сформирована рабоче-заводская дружина под руководством бывшего токаря Василия Фёдоровича Головина. Отряд использовался против "контрреволюционных" выступлений крестьян села Травянского, Пироговского, Ново-Пышминского, и функции его сводились в основном к арестам кулаков и священнослужителей. Аналогичные отряды создавались и в других волостях - Катайской, Шутинской, Никитинской, Далматовской, Зырянской, Каменской, Песковской и Петропавловской.
Аналогичный отряд существует и в уездном центре, Камышлове. Возглавляет его камышловский 
большевик Пётр Никитич Подпорин.
В декабре 1917 года, а также в феврале 1918 года красногвардейцы Камышлова  распропагандировали и разоружили Финляндский полк, следующий эшелоном в Сибирь, а затем распропагандировали 6-й Сибирский корпус, пополнив свои ряды не только распропагандированными добровольцами, но и вооружением. 
Отряд  П.Н. Подпорина был одним  из самых боеспособных отрядов Урала и при месте дислокации в Камышлове активно использовался Уралсоветом на всей территории Урала. В марте 1918 года отряд участвовал в установлении советской власти в Тобольске,
В начале 1918 года около 30 человек из каменского отряда были направлены в Камышлов для несения гарнизонной службы. По некоторым данным, часть этой группы каменцев позднее участвовала в перевозке царской семьи из Тобольска в Екатеринбург. Тогда же часть отряда во главе с Головиным ушла на Дутовский фронт.
В июне 2018 года была объявлена мобилизация в каменский отряд,
численность отряда достигла 500 человек
Весной начинается  восстания Чешского легиона. Совместно с белогвардейцами чехи ведут наступление со стороны  Кургана. Отряд Подпорина выдвигается  
на оборону Шадринска, но не успевает, Шадринск был взят белыми. Тогда Подпорин  из отдельных волостных отрядов собирает сводный отряд Красной гвардии и 
называет его  1-й Крестьянский коммунистический стрелковый полк. 
В состав полка были принудительно рекрутированы до 200 крестьян  Катайска и волости.
13 июля 1918 года полк принимает первый бой.
После отхода из Катайска полк отступил на Каменский завод, где произвёл призыв и мобилизацию лиц призывного возраста. Оставшийся на заводе отряд Красной Гвардии влился в состав полка.
23 июля 1918 года полк приказом  Северо-Урало-Сибирского фронта был включён в состав Восточной стрелковой дивизии (ком. полка Ф.Е. Акулов, ком.див. М.В. Васильев впоследствии командир 1-й бригады, а после декабря 1918 года ком. Грушецкий).
Под напором белых частей подполковника Д. Н. Панкова и командира Чешского батальона поручика А. Гасала полк, не принимая боя, эвакуировался на ст. Богданович, где по замыслу красного командования был создан ещё один оборонительный рубеж для защиты Екатеринбурга. После занятия белыми Каменского завода (подполковник Д.Н. Панков) его части, используя железную дорогу Синарская-1 – Богданович, выдвинулись к Богдановичу с юга. С востока шёл чешско-русский отряд, возглавляемый  генералом Г.А. Вержбицким, с запада, со стороны Екатеринбурга, перерезав пути отступления, выдвигалась чешская разведка из группы полковника С.Н. Войцеховского. Первой к Богдановичу выходили колонна подполковника Д.Н. Панкова и чехи: 27 июля 1918 года от станции Синарской-1 на Богданович ушёл самодельный чешский бронепоезд со стрелковым десантом, западнее, по тракту через деревню Каменноозерскую, наступал белый добровольческий Шадринский отряд капитана А.А. Куренкова. Чехи и русские добровольцы должны были соединиться в селе Троицком, в нескольких верстах южнее Богдановича, но своевременно прибыли только чехи и, отогнав конную разведку красных, заняли село. Бронепоезд остановился, не доходя станции Богданович верстах в трёх. Шадринский добровольческий отряд вышел за ночь к Пермь-Тюменской железной дороге и перерезал её у разъезда № 5. Отходившие из Екатеринбурга бронепоезда и эшелоны были отрезаны. Их команды бежали, и в руки белых попали богатые трофеи: два бронепоезда, одно орудие, семь пулемётов и пятьдесят две тысячи патронов. Рано утром 28 июля 1918 года со стороны Екатеринбурга к разъезду подошёл чешский бронепоезд из группы полковника С.Н. Войцеховского. Часть чехов, переправившись через Пышму западнее позиций 1-го Крестьянского коммунистического полка, подтянула к позициям бронепоезда и начала артиллерийский обстрел, при этом снаряды попали в стоящий на позициях красный бронепоезд. Пожар и взрывы его боезапаса полностью уничтожили красный бронепоезд. Лишившись артиллерийской поддержки, 1-й Крестьянский коммунистический полк под угрозой флангового и тылового удара оставил позиции, и отошли в направлении села Ново-Пышминского. 28 июля 1918 года, после непродолжительного боя, части красных войск, в том числе и 1-й Крестьянский коммунистический полк отошли на север.
К  3 августа 1918 года 1-й Крестьянский коммунистический полк вместе с другими полками дивизии отошёл к  ст. Егоршино и укрепился там, вырыв и оборудовав окопную линию. Уже на рассвете следующего дня начался артиллерийский обстрел, и бои постепенно приняли затяжной характер. Столкнувшись с упорным сопротивлением красных, белые отряды, то подступали к позициям полка, то под огнём откатывались назад. В какой-то момент полк перехватил у белых инициативу и под прикрытием артиллерии отбросил их к д. Елкино. После кровопролитного боя, уничтожив в деревне офицерскую роту, полк вновь вышел к Сухому Логу и 15 августа 1918 года без боя занял его. Однако учитывая, что основные части красных  за это время вышли из  неминуемого окружения, 19 августа 1918 года поступил приказ отойти к ст. Антрацит, заняв оборонительную линию Егоршино – Режский завод, оборону которого вёл Волынский полк. После  антибольшевистского восстания в Волынском полку 1-й Крестьянский коммунистический полк был вынужден не только захватить мятежный Реж, но и растянуть фронт и далее от Режского завода до с.Покровское. После подхода Путиловского Стального кавалерийского дивизиона Прокопьева, и бронепоезда Быстрова, Реж был захвачен.
Приставку «Красные Орлы» полк получит лишь через несколько месяцев после боёв в районе Кушвы и Егоршино. С 15 августа 1918 года командир Крестьянского Красного Коммунистического Советского полка тов. Акулов Ф.Е.
25 августа 1918 года Восточная стрелковая дивизия была переименована в 1-ю Уральскую дивизию,
Позиции полка растянулись от Егоршино до с. Покровское. Положение осложнялось ещё и тем, что Камышловский и 4-й Уральские полк 1-й Уральской дивизии 14 сентября 1918 года были переброшены в район Нижнего Тагила. Однако настроение было приподнятое – белые остановлены, отброшены частями 1-й Уральской дивизии и другими частями от Нижнего Тагила, и ожидается приказ о наступлении на Камышлов. Приказ, пришедший  21 сентября, был противоположного толка – отойти на Самоцвет и Алапаевск. Политическое руководство осуществляли: военный комиссар А.А. Юдин, его помощник Цеховский и агитатор Лобков. В состав партбюро полка входили А. Юдин, И. Ослоповский, Ф. Стриганов, И. Басаргин.
К 26 сентября 1918 года полк занял оборону около Алапаевска, но гибель практически всего 3 батальона под командованием В.Д. Жукова под Нижней Синячихой, пытавшегося воспрепятствовать белым окружить Алапаевск, вынудила полк 28 сентября 1918 года покинуть позиции и отходить по направлению к Нижнему Тагилу. Переброска полка от Алапаевска в район Нижнего Тагила была вызвана  ещё попытками белых прорваться через Нижне-Тагильскую линию обороны к Кушве и недостаточности сил красных в этом районе. В то же время  сформированный белыми в конце июля 1918 года отряд штабс-капитана Н.Н. Казагранди выйдя в бассейн р.Тура захватил 28 сентября 1918 года Алапаевск, а ещё ранее Ирбит. Создавалась двойная угроза войскам 3 Армии в состав которой входил полк. Наиболее ожесточённые бои были под Нижним Тагилом.
В первых числах октября 1918 года полк вышел к Нижней Салде, где после пешего перехода остановился для принятия пополнения. В него влился китайский отряд численностью около 200 человек. Так в полку появились китайские подразделения, ставшие впоследствии китайским батальоном, а потом самостоятельным полком  дивизии (командир Жен Фучен). Ещё ранее на станции Ясашная в полк прибыл отряд алапаевских рабочих численностью около сотни бойцов. Однако пробиться к Нижнему Тагилу в районе ст. Салка не удалось, и 8 октября 1918 года полк ушёл к Кушве.
5 октября 1918 года 1-я Уральская дивизия объединена со 2-й Уральской дивизией и получила название Северо-Уральская сводная дивизия.
17 октября 1918 года командиром полка стал Иосиф Андреевич Ослоповский, бывший командир батальона, впоследствии генерал-майор. Командир полка Ф.Е. Акулов стал командиром бригады 29 стрелковой дивизии, в состав которой входил полк.
Передышки в Кушве полк не получил. 15 октября 1918 года полк выступил на защиту Лаи, уже 18 октября 1918 года противник заняв Лаю, Лайский и Баранчинские заводы подошёл к Кушве. На острие его удара оказался 1-й Крестьянский коммунистический полк. После первой стычки с неприятелем полк используя элементы скрытности, приблизился к передовым позициям белых и чехов, не успевших к тому времени подтянуть основные силы и мощным ударом смял подошедшие части противника, отбросив их назад к ст. Баранча и Баранчинскому заводу. Победа была внушительная. Наступление белых было приостановлено. Командование Третьей армии сообщало в приказе, что 22 октября 1918 года ВЦИК принял постановление о награждении полка Почётным революционным Красным Знаменем. Полк получил от командования почётное наименование «Красные Орлы». 27 октября 1918 года в Кушве состоялось вручение полку «Красные орлы» Почётного революционного Красного Знамени ВЦИК. Знаменосец — Яков Овсянников, ассистенты знаменосца: Филипп Голиков, Александр Мясников.
Своим названием «Красные орлы» — полк обязан Филиппу Акулову. Во всех обращениях к бойцам он называл их орлами. Высшей похвалой для бойца была похвала «Орёл!». Во время боя Акулов воодушевлял бойцов призывом «Вперёд, орлы, бузуй!». Даже в своих приказах, ещё до официального названия полка он писал «… А командиру Красного орлиного полка при смене снять своих птенцов и провести их в завод на Кушву…»  Орлы и их командир очень беспокоили противника и совсем не случайно белогвардейское командование обещало своим солдатам 1000 рублей за каждого захваченного живым или мёртвым бойца Красных орлов, 5000 за – командира, 15000 – за самого Филиппа Акулова.
11 ноября 1918 года Северо–Уральская сводная дивизия стала 29 стрелковой дивизией. Полк с 23 июля 1918 года  и до января 1920 года входил под номером 253 в состав этой дивизии, которая в свою очередь входила в состав 3  армии. Помимо Красных Орлов в состав 1-й бригады 29 дивизии входили Камышловский и 4-й Уральский полк. Позднее в состав дивизии входили Петроградский полк и полк китайских добровольцев под командованием Жень Фу Ченя.
29 ноября 1918 года Екатеринбургская группа белых перешла в наступление в районе Кушвы. Вся мощь удара была сконцентрирована против 29-й стрелковой дивизии Красной армии под командованием М.Васильева и Особой бригады. Против 29-й стрелковой дивизии, Особой бригады и других частей Красной армии действовал 1-й Средне-Сибирский армейский корпус генерала А.Пепеляева и 4-я Сибирская стрелковая дивизия Г.Вержбицкого. В стык между 29-й и 30-й стрелковыми дивизиями 3-й армии вклинилась 2-я Чехословацкая пехотная дивизия и 7-я Уральская дивизия горных стрелков, а против 5-й Уральской стрелковой дивизии выступили Сводная стрелковая дивизия Западной армии (15-я Воткинская) и 3-я Иркутская пехотные дивизии. Основные бои развернулись за железные дороги и тракты, в горной и лесистой местности это были единственно возможные, кроме разве что крупных рек, транспортные пути. 3 декабря пала Кушва, 7 декабря белые заняли Бисер, 9 декабря - Лысьву, 13 - Калино, 14 - Чусовской завод, 15 - Селянку, 20 декабря была взята Валежная, 21 декабря - Гори и Мостовая, в ночь на 22 декабря был оставлен Кунгур. Красные, отчаянно сопротивляясь, пытались перейти к обороне на рубеже реки Чусовой, но это им не удалось.
23 декабря 1918 года белые взяли село Троицкое (Троица), тогда оно находилось примерно в 30 километрах от Перми. Боя практически не было, совершенно измотанные многодневными боями бойцы 253-го Крестьянского коммунистического полка Красных орлов просто уходили с позиций. Командование обещало их сменить, но долго не присылало подмогу.
25 декабря 1918 года колчаковский корпус под руководством генерала Гайды занял г. Пермь. Воинские соединения 3-й Красной армии отступали к г. Глазову. Направление на Глазов прикрывала 29 дивизия 3-й армии. 253-й полк Красных орлов, 254-й Волынский, 255-й Уральский полки 1-й бригады дивизии находились на левом берегу р. Чепцы в Понинской волости. Штаб бригады размешался в д. Дондыкар. Путиловский, 256-й, 257-й полки 2-й бригады и 4-й бригады стояли на балезинском направлении в Ягошурской волости. Штаб 2-й бригады размещался в д. Трубашур, 4-й бригады – в д. Котегово.
В феврале 1919 года бои шли по линии Понино – Балезино. Полки 1-й бригады 29-й дивизии красных, дислоцированные на правом берегу Чепцы, держали оборону. Подразделения корпуса белого генерала Пепеляева переправились через Чепцу в районе Кожиль – Убыть и атаковали стоявшие в д. Н. Богатырка части 1-й бригады. Подразделения красных отступили за В. Слудку, но, поскольку противник её не занял, вернулись на прежние позиции. Довольно успешно отбивал атаки и даже занял Понино 253-й полк, выбил Пепеляева из Пыжьян 255-й полк, а батальоны 254-го полка заняли д. Долгоево. Однако для выравнивания линии фронта войска 1-й бригады оставили деревни Дондыкар, Портяново, Чажай, Туктыши, Шудегово, Седпи, Ягул. Фронт теперь проходил по линии Н. Богатырка – Шудегово – Туктыши. Наступление колчаковцев удалось остановить, когда южнее войсками 2-й Красной Армии были освобождены Сарапул и Ижевск. На правом берегу Чепцы начинают наступление Особая и 1-я бригады 29-й дивизии. На левобережье к ним присоединяется вернувшаяся с юга 3-я бригада и полки 2-й бригады, отступившие за р. Убыть.
В ночь на 13 июня 1919 года противник оставил Глазов без боя. Утром первым в город вошёл конный взвод 256-го полка и, не задерживаясь, последовал дальше на восток. В числе первых в освобождённый город вошли Путиловский и 253-й полки 29-й дивизии 3-й Красной Армии.
30 июня 1919 года полк вышел к Каме. Далее полк двигался на Реж и Егоршино. Недалеко от Егоршино белые пытались дать бой кавалерийской группе, шедшей впереди, но были разбиты и снова отступили. Пройдя мимо Камышлова, полк оказался в Далматово. Именно здесь началась боевая история полка, здесь были родные сёла ветеранов.
В августе 1919 года полк участвовал в захвате мостов через Тобол в районе Ялуторовска и Заводоуковска.

## Боевые действия в Таврии
После разгрома Колчака в конце 1919 года, 29-я стрелковая дивизия (РККА) была отправлена на Юго-Западный фронт (13 армия). Надо сказать, что 29 с.д. была разделена на три бригады. Во время передислокации в районе Воронежа первая бригада была направлена в Таврию, две другие на западный Белопольский фронт в состав 15 армии. В декабре 1919 года 85-я особая стрелковая бригада, в составе 253-го и 255-го полков активно вела боевые действия в районе Таврии. Командир 253-го полка Александр Иванович Кобяков.
Согласно Протоколу РВСР № 100 от 1 марта 1920 года «О переименовании полков 29-й стрелковой дивизии», 253-й стрелковый полк стал называться 253-й стрелковый полк Красных орлов.
7 июня 1920 года, после прорыва Я.А.Слащёва, командир бригады Сутормин, меняет командный состав бригады. А.И. Кобяков к этому времени командир 253 полка Красных орлов назначается командиром 255-го полка, а командир 255-го Шумилов М.С. командиром Красных орлов.  Белая конница, смяла соседнюю 124-ю бригаду, зашла в тыл 85-й и окружила её. Выход был один, уходить через Сиваш. «Тут было то, что нельзя описать. Спустившись в Сиваш, мы не могли защищаться. Нас просто расстреливали. Сверху над головами аэропланы с пулемётами. Сзади пулемёты. Тут мы потеряли столько бойцов, сколько не теряли за всю гражданскую войну», — вспоминал впоследствии комиссар полка Красных Орлов П.М. Тарских. Бригада потеряла за этот день 789 бойцов. В тех местах до сих пор стоят обелиски на могилах — памятниках Уральской бригаде, так её называет население этих мест. Выбравшись на сушу, бойцы собирались в группы и снова занимали оборону по западной окраине Строгановки. Из остатков бригады создали Сводный Уральский полк под командованием М.С. Шумилова. В первой половине июля 1920 года полк прибыл в местечко Игрень, что неподалёку от Екатеринослава. Обстановка на фронте требовала быстрого укомплектования бригады. И уже 16 июля 1920 года было получено первое подкрепление. Полк двинулся в район  Александровска. Здесь, на пути к фронту, был получен приказ, предписывающий всех строевых людей передать в 3-ю стрелковую дивизию, которая приняла участие в окончательном разгроме врангелевских войск.

## Награды
- За  героические  бои  в  период  гражданской  войны  253-й  стрелковый полк награждён Почётным революционным Красным знаменем ВЦИК.[4]

## Награждённые

### Орденом Красного знамени
- Ослоповский Иосиф Андреевич — Командир 253-го стрелкового полка, За отличие в бою у завода Баранчи и Кушви, где он, руководя 5-ю полками, умело и решительно отбивал атаки наступающей дивизии противника. Приказ РВСР от 18.08.1919 года № 175.[5][6]
- Петров Александр — Начальник пулемёт. 253-го стрелкового полка, Приказ РВСР от 1922 года № 145.[7]

## Память
Именем полка названы:
- Железнодорожная станция Красные Орлы, Свердловской железной дороги (село Покровское, Артёмовский городской округ (Свердловская область))
- Муниципальное учреждение «Загородный оздоровительный лагерь имени Полка «Красные Орлы» (Курганская область, Катайский район, село Ильинское)
- улицы в Камышлове, Каменске-Уральском и т. д.